# جيم ديني (لاعب كرة قدم)
جيم ديني (بالإنجليزية: Jim Denny)‏ هو لاعب كرة قدم بريطاني، ولد في 13 مارس 1950 في بيزلي في المملكة المتحدة. لعب مع نادي رينجرز وهارت أوف ميدلوثيان.